# 2008年夏季殘疾人奧林匹克運動會牙買加代表團
2008年夏季殘疾人奧林匹克運動會牙買加代表團於2008年9月6日至17日參加在中國北京舉行的第13屆殘疾人奧運會。
牙買加在本屆殘奧會將派出運動員出戰田徑等項目。

## 獎牌榜
| 奖牌 | 运动员      | 项目 | 赛事             |
| ---- | ----------- | ---- | ---------------- |
| 銅牌 | 坦托·坎贝尔 | 田径 | 男子铁饼F55/56級 |

## 參賽項目
田徑